# Liste des chefs d'État de Transnistrie
Cet article liste les chefs d’État de la République autoproclamée et non reconnue internationalement de Transnistrie.

## Liste

### Chefs d’État provisoires
| Chef d’État     | Titre                                    | Début du mandat  | Fin du mandat    | Parti politique |
| --------------- | ---------------------------------------- | ---------------- | ---------------- | --------------- |
| Igor Smirnov    | Président du Conseil suprême provisoire  | 3 septembre 1990 | 29 novembre 1990 | Indépendant     |
| Igor Smirnov    | Chef d’État de la République             | 29 novembre 1990 | 29 août 1991     | Indépendant     |
| Andreï Manoïlov | Chef d’État par intérim de la République | 29 août 1991     | 1er octobre 1991 | Indépendant     |
| Igor Smirnov    | Chef d’État de la République             | 1er octobre 1991 | 3 décembre 1991  | Indépendant     |

### Présidents de Transnistrie
| N° | Portrait | Nom                | Élection            | Mandat           | Mandat           | Parti politique             | Vice-président(s)                                                                         |
| N° | Portrait | Nom                | Élection            | Début            | Fin              | Parti politique             | Vice-président(s)                                                                         |
| -- | -------- | ------------------ | ------------------- | ---------------- | ---------------- | --------------------------- | ----------------------------------------------------------------------------------------- |
| 1  |          | Igor Smirnov       | 1991 1996 2001 2006 | 3 décembre 1991  | 30 décembre 2011 | Indépendant puis République | Alexandru Caraman (1990–2001) Sergey Leontiev (2001–2006) Aleksander Korolyov (2006–2011) |
| 2  |          | Evgueni Chevtchouk | 2011                | 30 décembre 2011 | 15 décembre 2016 | Indépendant                 | vacant                                                                                    |
| 3  |          | Vadim Krasnoselsky | 2016 2021           | 16 décembre 2016 | en fonction      | Renouveau                   | vacant                                                                                    |

## Sources
- (en) Cet article est partiellement ou en totalité issu de l’article de Wikipédia en anglais intitulé « President of Transnistria » (voir la liste des auteurs).